# Moez Aloulou
Moez Aloulou, né le 30 juin 1988 à Sfax, est un footballeur tunisien évoluant au poste de milieu de terrain.

## Clubs
- juillet 2007-janvier 2013 : Club sportif sfaxien (Tunisie)
- janvier 2013-août 2014 : Club sportif de Hammam Lif (Tunisie)
- août 2014-janvier 2015 : Stade tunisien (Tunisie)
- janvier-juillet 2015 : Stade gabésien (Tunisie)
- janvier-juillet 2016 : Océano Club de Kerkennah (Tunisie)
- juillet 2016-janvier 2017 : BFC Daugavpils (Lettonie)
- janvier 2017-février 2019 : Alta de Lisboa (Portugal)
- depuis février 2019 : That Ras SC (en) (Jordanie)

## Palmarès
- Coupe de la CAF (2) :
  - Vainqueur : 2007, 2008
  - Finaliste : 2010
- Coupe nord-africaine des vainqueurs de coupe (1) :
  - Vainqueur : 2009
- Coupe de Tunisie de football (1) :
  - Vainqueur : 2009
  - Finaliste : 2010